# Human Powered Vehicles – Deutschland
Der Human Powered Vehicles ─ Deutschland e. V. (HPV) ist ein Verein zur Förderung muskelkraftbetriebener Fahrzeuge (HPV). Er wurde 1985 gegründet als deutsche Sektion der damaligen International Human Powered Vehicle Association, welche seit 2009 World Human Powered Vehicle Association heißt. Der HPV ist weiterhin seit 2012 Mitglied in der European Cyclists’ Federation (ECF).
Zweck ist es, die wissenschaftliche und technische Erforschung und Entwicklung von Fahrzeugen zu fördern, die mit menschlicher Muskelkraft betrieben werden. Dabei wird Wert auf Alltags- und Verkehrstauglichkeit sowie effiziente Nutzung menschlicher Muskelkraft gelegt. Der Schwerpunkt liegt daher bei Landfahrzeugen wie Fahrrädern, Liegerädern und Velomobilen. Auch wird die Entwicklung von Fahrzeugen gefördert, die die Mobilität und sportliche Betätigung von Menschen mit Behinderung ermöglichen bzw. verbessern.
Die Öffentlichkeitsarbeit dient dem Abbau von Ängsten und Vorbehalten gegenüber Liegerädern und Velomobilen sowie der Förderung der sanften Mobilität.
Auf Veranstaltungen und Wettbewerben wird das Augenmerk besonders auf die technologische Entwicklung von Hochleistungsfahrzeugen gerichtet, die sportlichen Leistungen sind zweitrangig. Zwischen 1986 und 2012 organisierte der HPV e. V. 9 deutsche Meisterschaften, 9 Europameisterschaften und 2 Weltmeisterschaften in verschiedenen HPV-Disziplinen.
Viele Fahrzeuge, die an den Wettbewerben teilnehmen, werden liebevoll und mit Leidenschaft selber gebaut. Von offen über teilverkleidet bis hin zur vollständigen Karosserie des Velomobils ist alles möglich. Ebenfalls gibt es nicht nur die Antriebsart mit drehender Pedalkurbel, sondern auch Ruderantriebe und die Kombination von Hand- und Fußbetrieb verleihen diesen Rennen eine besondere Atmosphäre.
Die dritten HPV-Weltmeisterschaften in Deutschland fanden in Leer/Ostfriesland statt vom 21. bis 23. Juni 2013. Die vierten HPV-Weltmeisterschaften wurden vom 9. bis 11. Juni 2017 im Rahmen der „Monnem Bike“ veranstaltet.
Der HPV ist außerdem seit 2005 Dachorganisation für die Ausrichtung des Deutschen Liegerad-Cups.
Seit 2009 führt der HPV auf der Teststrecke der Dekra neben dem Lausitzring jährliche Weltrekordversuche durch. Zurzeit werden auf der Dekra-Teststrecke in der Lausitz die Weltrekorde über 1-Std. vollverkleidet Männer, 12- und 24-Std. sowie 1000-km vollverkleidet Männer, 24-Std. unverkleidet Männer und 12-Std. vollverkleidet Frauen gehalten und die Dekra-Teststrecke ist damit die erfolgreichste Strecke, die es jemals in allen HPV-Verbänden weltweit gab.
Der Verein gibt mit der Schweizer HPV-Organisation Future Bike Schweiz zusammen sechsmal im Jahr die Verbandszeitschrift Info Bull heraus. Der Verein hat bundesweit ca. 700 Mitglieder (Stand 2020).